# Барвінок цвів і зеленів
«Барвінок цвів і зеленів» — вірш Тараса Шевченка, написаний 1860 року в С.-Петербурзі.

## Автографи, датування, написання
Зберіглося два чистових автографи вірша: у «Більшій книжці» і на окремому аркуші. Вірш датується за автографом у «Більшій книжці» та його місцем там серед творів 1860 року: 14 вересня 1860 рік, С.-Петербург.
Автограф, з якого вірш переписано до «Більшої книжки», не відомий. Над текстом у «Більшій книжці» спершу було записано присвяту: «Ликері на память 14 сентября», потім Шевченко густо закреслив ім'я Ликери й надписав зверху: «Н. Я. Макарову». Чистовий автограф, який зберігається в РДАЛМ, також має присвяту «Л.» — тобто «Ликері».

## Зміст
Вірш написано під враженням розриву поета з нареченою Л. Полусмаковою. Символіка вірша близька до народнопісенної.
Недосвіт — ранковий мороз, що буває весною і восени перед сходом сонця; приморозок.
|                                                 | Н. Я. Макарову Ликері на пам’ять 14 сентября Барвінок цвів і зеленів, Слався, розстилався; Та недосвіт передсвітом В садочок укрався. Потоптав веселі квіти, Побив... Поморозив... Шкода того барвіночка Й недосвіта шкода! |
| — http://litopys.org.ua/shevchenko/shev2149.htm | |

## Публікація
Вперше надруковано за «Більшою книжкою» в журналі «Основа» 1862 року (№ 5, стор. 2) під редакційною назвою «Н. Я. Макарову» й з присвятою «На память 14 сентября». За першодруком зроблено списки: невідомою рукою в рукописній збірці «Сочинения Т. Г. Шевченка» 1862 року та в рукописній збірці «Кобзар» 1865 року, переписаній Дмитром Демченком.
До збірки творів уперше введено у виданні: «Кобзарь Тараса Шевченка/ Коштом Д. Е. Кожанчикова» 1867 року, де подано за першодруком, під назвою «Н. Я. Макарову» й з присвятою: «На память 14 сентября 1860 г.».